# Каетана Гільєн Куерво
Каетана Гільєн Куерво (ісп. Cayetana Guillén Cuervo; 13 червня 1969 року, Мадрид, Іспанія) — іспанська акторка.

## Телебачення
- Я, жінка (1996)
- Вовки (2005)